# Jofré Borgia

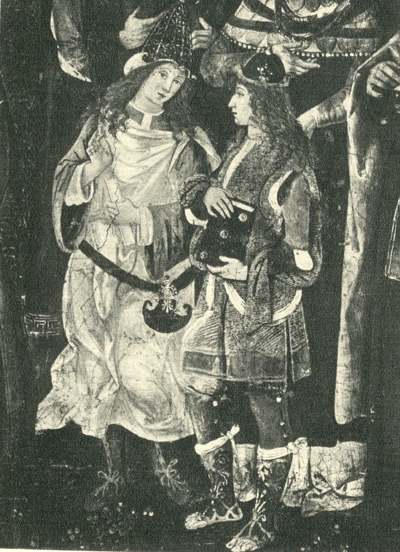
Sancha de Aragón y Gazela y Jofré de Borja, en el fresco de Pinturicchio Disputa de Santa Catalina, en los Apartamentos Borgia.

Jofré Borgia y Cattanei también llamado Godofredo Borgia o Jofré de Borja (Roma, 1481 (o 1482) - Squillace, enero de 1517) fue un noble italiano, príncipe de Squillace y conde de Alvito.

## Biografía
Jofré Borgia y Cattanei fue el hijo natural menor del cardenal Rodrigo Borgia (quien más tarde se convertiría en el papa Alejandro VI) y de su amante Vannozza dei Cattanei.
Hermanos de padre y madre son César, Lucrecia y Juan. Por parte de su padre tuvo también otros medio hermanos, entre ellos Pedro Luis de Borja y Juan Borgia

## Relación con su padre
Rodrigo siempre tuvo la sospecha que Jofré era en realidad hijo de Giorgio della Croce, el segundo esposo de Vannozza. Incluso de adulto, el débil e insignificante Jofré nunca logró granjearse la simpatía de su padre, quien se desvivía por sus tres hijos mayores: César, Lucrecia y Juan, a quienes había cubierto de riquezas y títulos.
En particular, Rodrigo se enfureció con su hijo cuando resultó herido en una riña: enceguecido por la ira, encarceló a su hijo en el Castillo Sant'Angelo. Su hermana Lucrecia, en cambio, era muy cercana a su hermano, que de los Borgia solamente heredó el nombre. De hecho, fue el hijo menos favorecido por su padre, aunque lo utilizó al igual que al resto para sus intrigas políticas.

## Primer matrimonio
Fue así como lo casaron en 1494 con Sancha de Aragón y Gazela, hija natural del rey Alfonso II de Nápoles. Jofré contaba con trece años y Sancha bordeaba los dieciséis.
Después de su matrimonio fue nombrado príncipe de Squillace junto a su esposa Sancha.
Su esposa siempre mantuvo sometido a su débil esposo, de quien rápidamente se aburrió y buscó la compañía de otros hombres. En el verano de 1496 la pareja deja Nápoles para vivir en Roma. Sancha se convierte en amiga de Lucrecia y amante de Juan, su cuñado. Tras la muerte de su padre y la consiguiente caída de César, de quien siempre fue una sombra, se retiró con el resto de su familia a Nápoles, donde su esposa se hizo amante de Gonzalo Fernández de Córdoba, el hombre que capturó a César Borgia.

## Segundo matrimonio
En 1506 Sancha muere y Jofré se casa en segundas nupcias con María de Milá de Aragón, hija del I conde de Albayda, con quien tuvo cuatro hijos: 
- Francisco de Borja y Aragón, quien lo sucede como II príncipe de Squillace, casado con Isabel Piccolomini y después con su tía materna Isabel de Milá de Aragón.
- Lucrecia, casada con el marqués de Castelvetere.
- Antonia, esposa del marqués de Delicete.
- María, casada con el conde de Simari.

## Muerte
Después de que Lucrecia partiera hacia Ferrara al casarse con Alfonso I de Este, Jofré no vuelve a verla y probablemente ambos hermanos no mantuvieron correspondencia. Lucrecia, de hecho, no se enteró de la muerte de este hasta enero de 1517.

## Ascendencia
|  |                                                              |  |  |  |  |  |  |  |  |  |  |  |  |  |  |  |
|  | 16. Rodrigo de Borja                                         |  |  |  |  |  |  |  |  |  |  |  |  |  |  |  |
|  |                                                              |  |  |  |  |  |  |  |  |  |  |  |  |  |  |  |
|  |                                                              |  |  |  |  |  |  |  |  |  |  |  |  |  |  |  |
|  | 8. Rodrigo Gil de Borja i Fennolet                           |  |  |  |  |  |  |  |  |  |  |  |  |  |  |  |
|  |                                                              |  |  |  |  |  |  |  |  |  |  |  |  |  |  |  |
|  |                                                              |  |  |  |  |  |  |  |  |  |  |  |  |  |  |  |
|  | 17. Francesca de Fenollet                                    |  |  |  |  |  |  |  |  |  |  |  |  |  |  |  |
|  |                                                              |  |  |  |  |  |  |  |  |  |  |  |  |  |  |  |
|  |                                                              |  |  |  |  |  |  |  |  |  |  |  |  |  |  |  |
|  | 4. Jofré de Borja i Escrivà                                  |  |  |  |  |  |  |  |  |  |  |  |  |  |  |  |
|  |                                                              |  |  |  |  |  |  |  |  |  |  |  |  |  |  |  |
|  |                                                              |  |  |  |  |  |  |  |  |  |  |  |  |  |  |  |
|  | 18. Andreu Guillem de Escrivà i Pallarès, Señor de Agres     |  |  |  |  |  |  |  |  |  |  |  |  |  |  |  |
|  |                                                              |  |  |  |  |  |  |  |  |  |  |  |  |  |  |  |
|  |                                                              |  |  |  |  |  |  |  |  |  |  |  |  |  |  |  |
|  | 9. Sibília de Escrivà i Pròixita                             |  |  |  |  |  |  |  |  |  |  |  |  |  |  |  |
|  |                                                              |  |  |  |  |  |  |  |  |  |  |  |  |  |  |  |
|  |                                                              |  |  |  |  |  |  |  |  |  |  |  |  |  |  |  |
|  | 19. Sibília de Pròixita                                      |  |  |  |  |  |  |  |  |  |  |  |  |  |  |  |
|  |                                                              |  |  |  |  |  |  |  |  |  |  |  |  |  |  |  |
|  |                                                              |  |  |  |  |  |  |  |  |  |  |  |  |  |  |  |
|  | 2. Alejandro VI                                              |  |  |  |  |  |  |  |  |  |  |  |  |  |  |  |
|  |                                                              |  |  |  |  |  |  |  |  |  |  |  |  |  |  |  |
|  |                                                              |  |  |  |  |  |  |  |  |  |  |  |  |  |  |  |
|  | 20. Domingo I de Borja                                       |  |  |  |  |  |  |  |  |  |  |  |  |  |  |  |
|  |                                                              |  |  |  |  |  |  |  |  |  |  |  |  |  |  |  |
|  |                                                              |  |  |  |  |  |  |  |  |  |  |  |  |  |  |  |
|  | 10. Juan Domingo de Borja i Doncel, Señor de Torre de Canals |  |  |  |  |  |  |  |  |  |  |  |  |  |  |  |
|  |                                                              |  |  |  |  |  |  |  |  |  |  |  |  |  |  |  |
|  |                                                              |  |  |  |  |  |  |  |  |  |  |  |  |  |  |  |
|  | 21. Caterina Doncel                                          |  |  |  |  |  |  |  |  |  |  |  |  |  |  |  |
|  |                                                              |  |  |  |  |  |  |  |  |  |  |  |  |  |  |  |
|  |                                                              |  |  |  |  |  |  |  |  |  |  |  |  |  |  |  |
|  | 5. Isabel de Borja i Llançol                                 |  |  |  |  |  |  |  |  |  |  |  |  |  |  |  |
|  |                                                              |  |  |  |  |  |  |  |  |  |  |  |  |  |  |  |
|  |                                                              |  |  |  |  |  |  |  |  |  |  |  |  |  |  |  |
|  | 11. Francina Llançol                                         |  |  |  |  |  |  |  |  |  |  |  |  |  |  |  |
|  |                                                              |  |  |  |  |  |  |  |  |  |  |  |  |  |  |  |
|  |                                                              |  |  |  |  |  |  |  |  |  |  |  |  |  |  |  |
|  | 1. Jofré Borgia y Cattanei                                   |  |  |  |  |  |  |  |  |  |  |  |  |  |  |  |
|  |                                                              |  |  |  |  |  |  |  |  |  |  |  |  |  |  |  |
|  |                                                              |  |  |  |  |  |  |  |  |  |  |  |  |  |  |  |
|  | 6. Jacopo de Candia, Conde dei Cattanei                      |  |  |  |  |  |  |  |  |  |  |  |  |  |  |  |
|  |                                                              |  |  |  |  |  |  |  |  |  |  |  |  |  |  |  |
|  |                                                              |  |  |  |  |  |  |  |  |  |  |  |  |  |  |  |
|  | 3. Vannozza dei Cattanei                                     |  |  |  |  |  |  |  |  |  |  |  |  |  |  |  |
|  |                                                              |  |  |  |  |  |  |  |  |  |  |  |  |  |  |  |
|  |                                                              |  |  |  |  |  |  |  |  |  |  |  |  |  |  |  |
|  | 7. Mencia Pinctoris                                          |  |  |  |  |  |  |  |  |  |  |  |  |  |  |  |
|  |                                                              |  |  |  |  |  |  |  |  |  |  |  |  |  |  |  |
|  |                                                              |  |  |  |  |  |  |  |  |  |  |  |  |  |  |  |

## En la ficción
En la serie The Borgias (2011) Jofré es interpretado por el actor Aidan Alexander.